# 郭敦
郭 敦（かく とん、洪武3年（1370年）- 宣徳6年4月11日（1431年5月22日））は、明代の官僚。字は仲厚。本貫は博州堂邑県。

## 生涯
郭政寛と侯氏のあいだの子として生まれた。洪武26年（1393年）、郷試に及第し太学に入った。戸部広西清吏司主事に抜擢された。衢州府知府に転じ、善政で知られた。永楽初年、南京に召還された。衢州の故老数百人が宮殿を訪れて郭敦の留任を請願したが、永楽帝は聞き入れなかった。後に廷臣の推挙により、郭敦は監察御史に任じられた。河南左参政として出向し、陝西左参政に転じた。永楽16年（1418年）正月、胡濙の推挙により、礼部右侍郎に抜擢された。太僕寺卿を兼ねた。永楽19年（1421年）4月、給事中の陶衎とともに順天巡撫をつとめた。永楽20年（1422年）、永楽帝の漠北遠征の食糧輸送を監督した。
永楽22年（1424年）、洪熙帝が即位すると、郭敦は喪中にあって斎戒しなかったことから、太僕寺卿に降格した。まもなく戸部左侍郎に進み、詹事府少詹事を兼ねた。宣徳2年（1427年）8月、戸部尚書に進んだ。
宣徳6年（1431年）4月、在官のまま死去した。享年は62。